# Botijão de gás

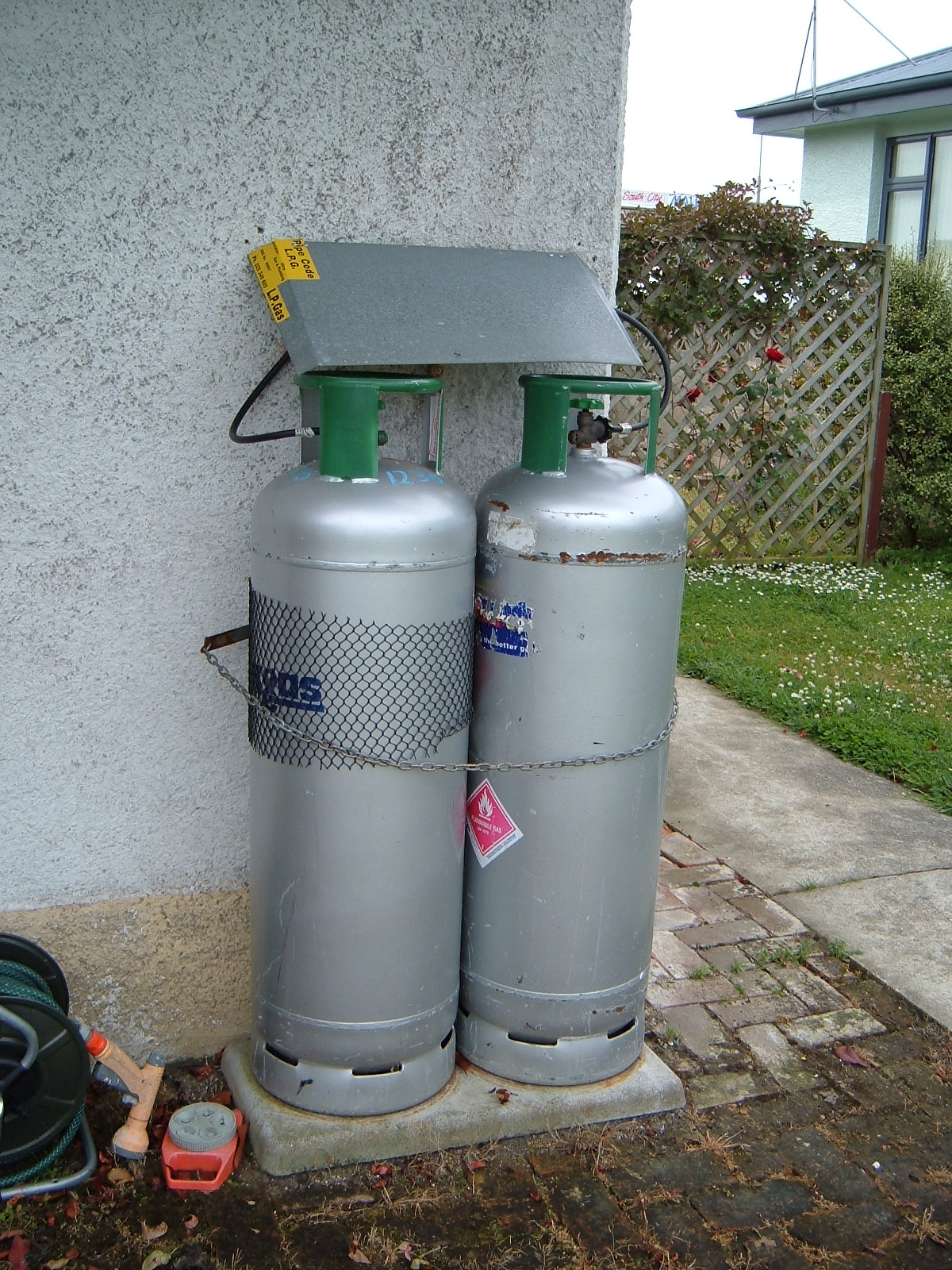
Botijões de 45 kg de GLP

Botijão e bujão (português brasileiro) ou botija e bilha (português europeu) de gás é o recipiente utilizado para o armazenamento e distribuição de fluidos voláteis, como o gás de petróleo liquefeito (GLP). Por extensão, no Brasil, o conteúdo armazenado neste recipiente leva o mesmo nome.

## No Brasil

### História do GLP engarrafado
Os primeiros fogões a gás instalados no Brasil funcionavam com gás de carvão. As tubulações de gás, no entanto, eram restritas aos bairros mais centrais das grandes cidades. Para a população que ficava fora desses núcleos, as opções para cozinhar ou esquentar a água eram, em geral, lenha, carvão ou querosene.
Em 30 de agosto de 1937, Ernesto Igel, imigrante austríaco radicado no Brasil, criou, no Rio de Janeiro, a Empresa Brasileira de Gás a Domicilio Ltda., que passou a vender gás engarrafado. O suprimento inicial utilizado por Igel era o propano, gás utilizado para acionar os motores de dirigíveis e que ficou estocado no país após o trágico acidente que pôs fim à era dos zeppelins.
As dificuldades iniciais foram muitas, principalmente relacionadas à desconfiança do consumidor diante de um produto tão inovador e à garantia do suprimento de gás, que passou a ser importado pela empresa. Ernesto investiu em uma infra-estrutura para armazenar e engarrafar o gás e fez parcerias com indústrias brasileiras dispostas a produzir os reguladores de gás, botijões e fogões.
Em 26 de setembro de 1938, o capital da empresa foi aberto e surgiu a Ultragaz S/A, que logo deixaria de ser uma empresa regional para atuar em todo o país. A grande expansão se deu depois do final da Segunda Guerra Mundial. Além de conquistar grande número de consumidores, a empresa investiu na ampliação das bases operacionais e na criação de inúmeras lojas para comercializar os fogões e botijões. Em 1956, essas lojas deram origem à rede Ultralar, pioneira no setor de grandes magazines.

### Comércio de GLP engarrafado

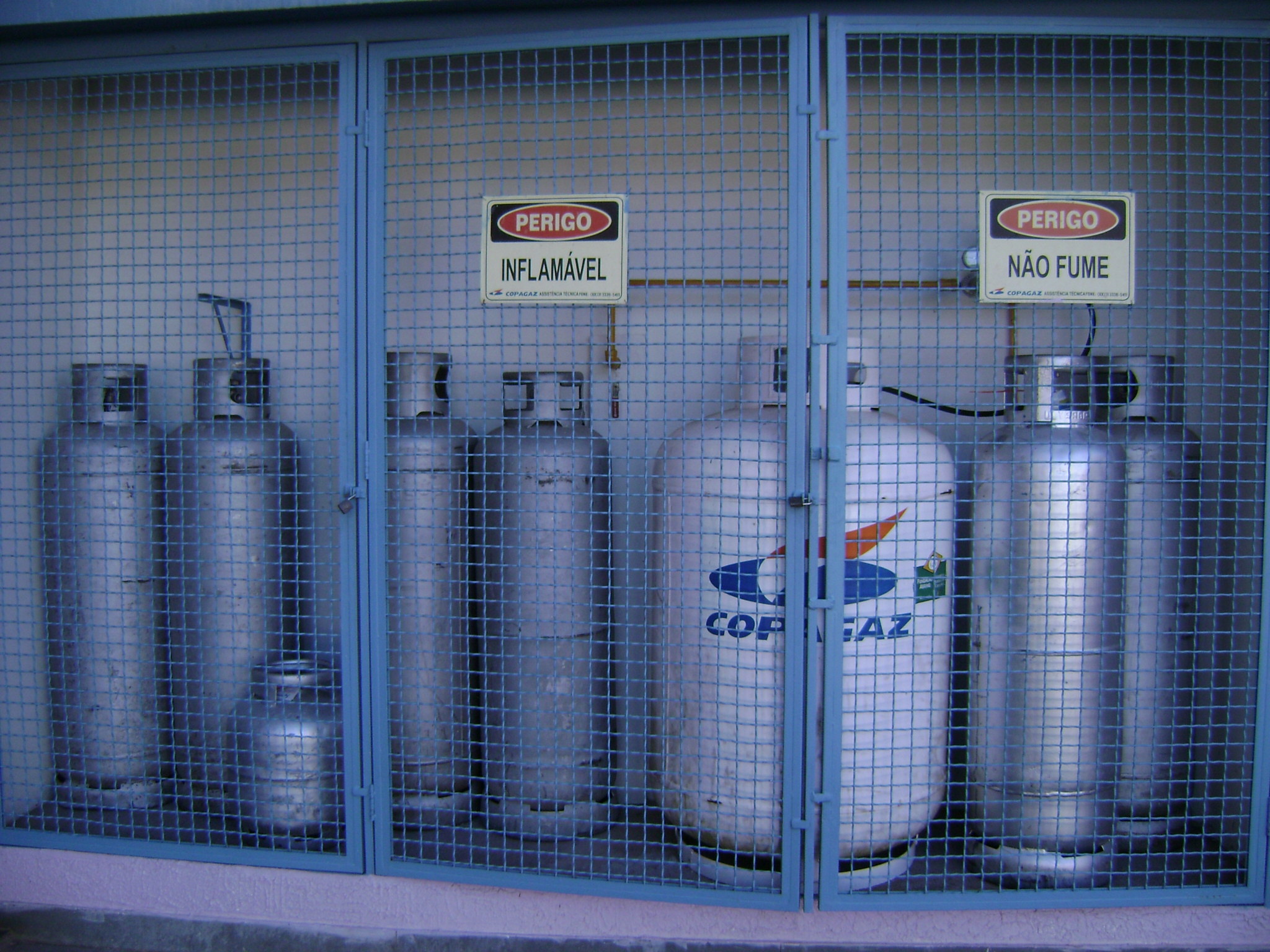
Botijões de gás

Inicialmente fabricados no Brasil pela família Scarin, os botijões de gás são trocados a cada compra: o consumidor entrega seu cilindro vazio e recebe outro cilindro igual cheio de gás e lacrado. Os cilindros vazios são recolhidos e inspecionados pelas distribuidoras de GLP que os enchem novamente e os colocam à venda. Os cilindros reprovados na inspeção são retirados de circulação para ser requalificados ou descartados como sucata.

#### Centros de troca
A distribuidora de GLP é responsável por quaisquer problemas em cilindros com sua marca, razão pela qual os cilindros de uma distribuidora só podem ser cheios, inspecionados e revendidos por ela mesma ou por outra empresa por ela autorizada. No entanto, uma distribuidora não pode recusar-se a receber cilindros vazios de outras marcas em troca de cilindros cheios. Os cilindros recebidos com marca de outras distribuidoras são enviados a Centros de troca, onde são retirados por suas respectivas distribuidoras.
Os Centros de troca são mantidos pelas próprias distribuidoras.
O GLP é um produto derivado do refino do petróleo. Sua sigla significa gás liquefeito de petróleo. No Brasil ele é conhecido como “gás de cozinha”, pois essa foi a sua aplicação inicial.
O petróleo é constituído, basicamente, por hidrocarbonetos, que são compostos químicos formados por átomos de carbono e hidrogênio. O GLP é uma mistura de dois hibrocarbonetos específicos, o propano e o butano.

## Tipos, usos e capacidades
A capacidade do botijão de GLP é expressa em quilos. Existem botijões com várias capacidades, e atualmente esses são os modelos mais comuns:
| Código | Volume líquido | Peso líquido | Uso mais comum                                                                       | Norma da Válvula |
| ------ | -------------- | ------------ | ------------------------------------------------------------------------------------ | ---------------- |
| P-2    | 5,5 litros     | 2 kg         | Fogareiros, lampiões e maçaricos                                                     | NBR 8614         |
| P-5    | 12,0 litros    | 5 kg         | Uso doméstico, para cozimento de alimentos e maçaricos                               | NBR 8614         |
| P-13   | 31,5 litros    | 13 kg        | Uso doméstico, para cozimento de alimentos                                           | NBR 8614         |
| P-20   | 48,0 litros    | 20 kg        | Exclusivo em empilhadeiras a GLP                                                     | NBR 14536        |
| P-45   | 108,0 litros   | 45 kg        | Doméstico e industrial (cozimento de alimentos, aquecimento, fundição, soldas, etc.) | NBR 13794        |
| P-90   | 216,0 litros   | 90 kg        | Industrial (em desuso)                                                               | NBR 13794        |

- O botijão P-90 está em desuso e sendo substituído por cilindros estacionários da mesma capacidade ou superior que são abastecidos no local por caminhões (venda a granel).
- No Brasil o uso de GLP é proibido para uso em veículos automotores com exceção de empilhadeiras movidas a GLP nas quais são utilizados botijões tipo P-20. Este tipo de botijão é o único que se utiliza na horizontal.

### Capacidade de vaporização
Um botijão com sua capacidade completa contém em seu interior cerca de 85% de GLP em estado liquefeito e 15% em estado vapor. O gás liquefeito se vaporiza à medida que o botijão se esvazia.
Para passar do estado líquido ao estado de vapor o gás precisa 'ganhar calor' do ambiente. Por isso, se um botijão fornece mais gás que sua capacidade de vaporização, ele tende a esfriar, podendo chegar à formação de gelo no corpo do cilindro.
À medida que o botijão se torna mais frio, sua capacidade de fornecer GLP em estado de vapor diminui, causando problemas aos usuários, e por isso as centrais de GLP devem ser planejadas levando-se em conta a necessidade de gás em estado vapor e a temperatura media do ambiente onde está instalada para garantir a evaporação adequada do gás.
Uma outra opção é instalar vaporizadores GLP, que são equipamentos que 'adicionam calor' ao GLP em estado liquido para facilitar sua gaseificação, sendo muito utilizado no Brasil, principalmente pelo fabricante nacional de redutores Rodagás.
A tabela abaixo mostra a capacidade de vaporização natural de alguns tipos de botijão a uma temperatura ambiente de 20 °C.
| Código | Capacidade | Capacidade de vaporização a 20 °C |
| ------ | ---------- | --------------------------------- |
| P-2    | 2 kg       | 0,2 kg de gás por hora            |
| P-5    | 5 kg       | 0,4 kg de gás por hora            |
| P-13   | 13 kg      | 0,6 kg de gás por hora            |
| P-45   | 45 kg      | 1,0 kg de gás por hora            |
| P-90   | 90 kg      | 2,0 kg de gás por hora            |
| P-190  | 190 kg     | 3,5 kg de gás por hora            |

- P-190 é um cilindro estacionário abastecido no local (sistema a granel), e está incluído na tabela apenas para efeito de comparação.
- Os botijões podem ser agrupados em baterias, colocando-se dois ou mais botijões ligados a um tubo coletor para fornecer uma quantidade de gás em estado de vapor maior do que apenas um botijão poderia fornecer.
- Por norma, apenas podem ser associados em baterias os cilindros P-45 ou acima, mas é possível encontrar baterias de P-13, especialmente em pequenas instalações.

### Válvulas e mecanismos de segurança do botijão
P-2: A válvula do botijão P-2 (NBR 8614) é do tipo automática, ou seja, quando o engate é rosqueado ele empurra um pino que libera a saída do gás. Esta válvula possui uma rosca especifica para ser acoplada a dispositivos como lampiões, fogareiros e maçaricos em alta pressão. Este tipo de botijão não deve ser utilizado com regulador e não conta com válvula de segurança para sobrepressão ou aquecimento.
P-5 e P13: A válvula destes botijões (NBR 8614) também é do tipo automática e é própria para que seja encaixado um regulador de pressão doméstico. Estes botijões possuem um 'parafuso fusível' que se derrete se a temperatura do botijão chegar perto de 70 °C, liberando o gás e evitando que o botijão exploda em caso de incêndio.
P-45 e P-90: A válvula destes botijões (NBR 13794) consiste de um registro com abertura manual e é própria para ser ligada a uma mangueira (rabicho) que irá interligar o botijão a um tubo coletor. No corpo do registro há um dispositivo de segurança que libera o gás se a pressão dentro do botijão ultrapassar um certo limite, evitando assim que o botijão exploda em caso de incêndio.

## Pressão de utilização
O GLP distribuído em botijões deve ter sua pressão diminuída para que seja utilizado na maioria dos aparelhos (fogões, aquecedores, etc.). No entanto, no caso do P-2, P-5 e P-13 é admitida sua utilização em alta pressão (sem regulador) em alguns aparelhos fabricados para uso em alta pressão como maçaricos, fogareiros, lampiões e alguns fogões industriais.
A pressão de utilização do GLP nos aparelhos de baixa pressão deve ser de 280 mmca (milímetros de coluna de água) ou 2,74 kPa (kilopascal).
A redução da pressão do GLP na saída do botijão para a pressão de utilização dos aparelhos é feita por um dispositivo chamado regulador de pressão.

## O regulador de pressão para GLP no Brasil
O regulador de GLP para uso doméstico costuma ser vendido na forma de um kit contendo um regulador para 1 kg/h e 1,25 metros de uma mangueira específica a ser utilizada para ligação da saída do regulador à entrada do fogão ou outro aparelho, e ainda duas braçadeiras para fixação das extremidades da mangueira.
Também podem ser encontrados reguladores de maior capacidade para instalações comerciais, industriais e residenciais de maior porte, nas quais o regulador é acoplado a uma tubulação que irá distribuir o gás para os vários aparelhos de utilização. Nestes casos é comum encontrar o regulador acoplado a válvulas de segurança OPSO (bloqueio por sobrepressão, mais comum) e ainda UPSO (bloqueio por supressão).
A norma NBR 15526:2012 (Instalações internas de gás liquefeito de petróleo) considera indispensável o uso de válvula de segurança OPSO em instalações onde o GLP é canalizado.

### Corte e solda
O botijão P-45 também pode ser utilizado em conjunto com um cilindro de oxigênio para corte e solda (sistema Oxi-GLP). Neste caso é utilizado um regulador especifico para esta função.

#### Mecanismos de segurança
Os seguintes mecanismos de segurança costumam ser utilizados em instalações internas de GLP em conjunto com o regulador de pressão.
Válvula OPSO - Over Pressure Shut Off (Bloqueio por sobrepressão) Este mecanismo de segurança é montado após o regulador e corta o fluxo do gás quando a pressão na saída do mesmo ultrapassa um certo limite. Isto pode acontecer por falha mecânica, pelo rompimento do diafragma do dispositivo ou entrada de sujeira no regulador.
Válvula UPSO - Under Pressure Shut Off (Bloqueio por subpressão) Bloqueia a tubulação a jusante da válvula UPSO quando a pressão neste trecho se torna muito baixa ou nula. Isto pode acontecer por rompimento da tubulação, falta de gás ou ainda por defeito em algum aparelho de utilização.
Filtro de Tela - Um filtro com uma fina tela de aço que costuma ser montado antes do regulador para evitar que alguma sujeira da tubulação ou dos reservatórios (limalhas, restos de vedante, poeira, etc.) entre no mesmo e cause o seu mal-funcionamento.
Dicas úteis - Sempre que possível, o botijão de gás deve ser instalado em local arejado e distante de fontes de calor. Se você está na fase de projeto de sua residência ou conhece alguém nesta situação, é importante determinar um local específico para o botijão, e se possível instalando canos de cobre até o local de consumo (geralmente a cozinha). Outra grande fonte de riscos é manter a mangueira de gás em local apertado e sob calor excessivo. Nunca se deve utilizar ferramentas metálicas para fazer qualquer ajuste na boca do botijão, pois tal atitude pode gerar faíscas e, consequentemente, explosão. Se ocorrer vazamento, se possível remova o botijão para um local aberto e arejado. Se não for possível a remoção, não acenda as luzes do local nem opere qualquer equipamento elétrico/eletrônico, abra as janelas e, se possível, desligue os disjuntores do local.

### Normas aplicáveis
As seguintes normas são aplicáveis à distribuição de GLP em botijões.
Observe que a lista ainda está incompleta.
| Norma     | Assunto | Ano  |
| --------- | --- | ---- |
| NBR 15526 | Redes de distribuição interna para gases combustíveis em instalações residenciais e comerciais - Projeto e execução 2009 |      |
| NBR 8473  | Regulador de baixa pressão para GLP com capacidade até 4 kg/H                                                            | 2001 |
| NBR 8613  | Mangueiras de PVC para instalações domesticas de GLP                                                                     | 1999 |
| NBR 8614  | Válvulas automáticas para recipientes transportáveis para 2 kg, 5 kg e 13 kg de GLP                                      | 1999 |
| NBR 14536 | Registros para recipientes transportáveis para 20 kg de GLP                                                              | 2000 |
| NBR 13794 | Registro para recipientes transportáveis para 45 kg e 90 kg de GLP                                                       | 1997 |